# XVIe congrès du Front national
Pour les articles homonymes, voir Congrès de Lille.
Le XVIe congrès du Front national se déroule à Lille les 10 et 11 mars 2018.
Il permet l'élection du nouveau comité central et de l'élection du président. Il s'inscrit dans le projet de refondation du parti avec le vote de nouveaux statuts.

## Déroulement

### Samedi 10 mars
- 14 h – 15 h : interventions statutaires (à huis clos)
- 15 h 30 – 17 h : résultats du « questionnaire de la refondation »
- 17 h 30 – 18 h 30 : bilan de l'action des députés européens FN et préparation du scrutin de 2019
- 18 h 30 – 19 h : fin de séance (à huis clos)
- 20 h 30 : début du dîner de gala (à huis clos)

### Dimanche 11 mars
- 9 h 30 – 11 h : résultats du vote des nouveaux statuts, du président et du comité central
- 11 h 30 – 11 h 40 : bilan sur l'action des maires FN depuis 2014
- 11 h 40 – 12 h : la France d'outre-mer
- 12 h : présentation de la nouvelle direction nationale
- 15 h – 16 h 30 : discours de Marine Le Pen (ouvert au public)

## Invités étrangers
Le congrès est marqué par la présence de Steve Bannon, ancien conseiller de Donald Trump à la Maison Blanche. Philip Claeys prend également la parole.

## Élections

### Présidence
Alors qu'à quelques jours de la fin des dépôts des parrainages pour la candidature à la présidence du FN aucun candidat ne s'oppose à Marine Le Pen, Éric Dillies décide de se porter candidat le 20 octobre, alors que la fin des dépôts est le 21 octobre 2017. Il demande alors d'agrandir la durée du dépôt ce qui est refusé par le bureau politique du FN alors que Marine Le Pen appelait à se présenter face à elle. Le FN, se justifie en disant : « Le FN est une association soumise au droit commun et nous ne pouvons pas modifier nos obligations et règlements statutaires d'un simple claquement de doigt. Éric, qui est un adhérent et cadre de très longue date du Front, ne l'ignorait pas et avait tout le loisir de déposer sa candidature dans les temps. » Jean-Pierre Hottinger, quant à lui, ancien candidat frontiste aux élections législatives dans la 7e circonscription des Français de l’étranger, se déclare candidat souhaitant porter la voix du mécontentement de la base mais se voit opposer une fin de non recevoir.
- Candidats ayant les parrainages requis : Marine Le Pen
- Candidats n'ayant pas eu les parrainages requis : Éric Dillies[5] et Jean-Pierre Hottinger[4]

| Résultats            | Résultats  | Résultats | Résultats |
| Candidat             | %          |           |           |
| -------------------- | ---------- | --------- | --------- |
| Marine Le Pen        | 97,1       |           |           |
| Votes blancs et nuls | 2,9        |           |           |
|                      |            |           |           |
| Inscrits             | Non connus |           |           |
| Votants              | Non connus |           |           |
| Exprimés             | Non connus |           |           |
| Blancs               | Non connus |           |           |
| Nuls                 | Non connus |           |           |

### Comité central, devenu conseil national
Composition du conseil national à l'issue du congrès :

#### Élus
Cent membres sont élus pour faire partie du comité central, renommé « conseil national », après l'annonce du vote des statuts le jour même. Sont élus (par ordre d’arrivée) :
1. Louis Aliot
2. Steeve Briois
3. Nicolas Bay
4. David Rachline
5. Bruno Gollnisch
6. Julien Sanchez
7. Stéphane Ravier
8. Wallerand de Saint-Just
9. Sébastien Chenu
10. Marie-Christine Arnautu
11. Bruno Bilde
12. Jean-Lin Lacapelle
13. Jordan Bardella
14. Thibaut de la Tocnaye
15. Bernard Monot
16. Gilles Pennelle
17. Joëlle Mélin
18. Gaëtan Dussausaye
19. Mylène Troszczynski
20. Ludovic Pajot
21. Fabien Engelmann
22. France Jamet
23. Philippe Loiseau
24. Valérie Laupies
25. Catherine Griset
26. Jean-François Jalkh
27. Thierry Légier
28. Olivier Monteil
29. Christopher Szczurek
30. Gilles Lebreton
31. Franck Briffaut
32. Julia Abraham
33. Edwige Diaz
34. Dominique Bilde
35. Jean-Michel Cadenas
36. Philippe Sanchez
37. Agnès Marion
38. Elizabeth Lalanne de Haut
39. Huguette Fatna
40. Sabine de Villeroché
41. Christophe Boudot
42. Muriel Coativy
43. Alain Jamet
44. Marie-Hélène de Lacoste-Lareymondie
45. Gonzague Malherbe
46. Michel Guiniot
47. Gilles Baldacchino
48. Jean-Marc de Lacoste-Lareymondie
49. Sandrine Leroy
50. Sophie Robert
51. Hervé de Lépinau
52. Jean-Claude Philipot
53. Audrey Guibert
54. Éric Domard
55. Jacques Colombier
56. Hervé Toulzac
57. Nathalie Betegnies
58. Guillaume Vouzellaud
59. Christelle Lechevalier
60. Yoann Gillet
61. Philippe Vardon
62. Julien Leonardelli
63. Amaury Navarranne
64. Julie Lechanteux
65. Jean- Pierre Chabrut
66. Étienne Bousquet-Cassagne
67. Yvan Lajeanne
68. Sonia Lauvard
69. Coline Houssays
70. Louis-Armand de Béjarry
71. Catherine Salagnac
72. Joris Hébrard
73. Alain Breuil
74. Alain Vizier
75. Thierry Besson
76. Philippe Eymery
77. Dominique Martin
78. Nathalie Pigeot
79. Bruno Subtil
80. Blanche Chaussat
81. Pascal Fort
82. Marie Thomas de Maleville
83. Alexandra Piel
84. Georges Michel
85. Bernard Marandat
86. Aline Bertrand
87. Christophe Barthès
88. Laurent Guiniot
89. Agnès Caudron
90. Nathalie Germain
91. Dorian Munoz
92. Jean-Luc Yelma
93. Hélène Laporte
94. Virginie Joron
95. Damien Monchau
96. Nicole Hugon
97. Manon Bouquin
98. Muriel Fiol
99. Jean-Richard Sulzer
100. Martine Clément-Launay

#### Désignés par la présidente
- Gilbert Collard
- Sandrine D'Angio,
- Jean-Michel Dubois
- Paul Henry Hansen-Catta
- Laurent Jacobelli
- Philippe Olivier
- Mathilde Paris
- Jérôme Rivière
- Jean Messiha
- Kévin Pfeffer
- Julien Odoul
- Éric Minardi
- Denis Franceskin
- Aurélien Legrand
- Nicolas Lesage
- Cyril Nauth
- Pascal Verrelle
- Franck Allisio
- Aymeric Durox
- Philippe Lottiaux

### Statuts
Sur place, les adhérents approuvent à 79 % les nouveaux statuts du parti ce qui transforme notamment le comité central en conseil national et supprime la fonction de président d'honneur, jusqu'alors occupée par Jean-Marie Le Pen.

## Désignation du bureau national
Après son élection, le président désigne le bureau national sur validation du conseil national. C'est à partir de ce bureau national que sont désignés les membres du bureau exécutif.
Composition du bureau national à l'issue du congrès :
- Marine Le Pen
- Steeve Briois
- Wallerand de Saint-Just
- Louis Aliot
- Jordan Bardella
- Nicolas Bay
- Bruno Bilde
- Muriel Coativy
- Gilbert Collard
- Sébastien Chenu
- Sandrine D'Angio
- Edwige Diaz
- Jean-Michel Dubois
- Huguette Fatna
- Bruno Gollnisch
- Catherine Griset
- Paul-Henry Hansen-Catta
- Laurent Jacobelli
- Jean-François Jalkh
- Alain Jamet
- France Jamet
- Virginie Joron
- Jean-Lin Lacapelle
- Hélène Laporte
- Gilles Lebreton
- Joëlle Mélin
- Jean Messiha
- Julien Odoul
- Philippe Olivier
- Ludovic Pajot
- Mathilde Paris
- Gilles Pennelle
- Kévin Pfeffer
- David Rachline
- Stéphane Ravier
- Jérôme Rivière
- Sophie Robert
- Julien Sanchez
- Christopher Szczurek
- Thibaut de la Tocnaye
- Philippe Vardon

### Désignation du bureau exécutif
Les membres du bureau exécutif sont issus du bureau national et sont désignés par le président sans validation d'une autre instance.
Composition du bureau exécutif à l'issue du congrès :
- Président : Marine Le Pen
- Vice-président : Steeve Briois
- Trésorier : Wallerand de Saint-Just
- Membres du bureau : Louis Aliot, Nicolas Bay, Bruno Bilde, Sébastien Chenu, Jean-François Jalkh, David Rachline

## Changement de nom du parti
Le 11 mars 2018, lors du congrès de Lille, Marine Le Pen propose comme nouveau nom du parti « Rassemblement national » et indique que l'option sera soumise au vote des militants. Ce nom est proche de celui du Rassemblement national populaire, parti fasciste et collaborationniste pendant l'Occupation, du Rassemblement national français de Jean-Louis Tixier-Vignancour, ainsi que du groupe Front national – Rassemblement national, ancien groupe parlementaire de l'Assemblée nationale affilié au FN et qui porte le nom de la bannière utilisée lors de la campagne électorale. Selon Marine Le Pen, la flamme restera le symbole du parti après sa refondation. Par ailleurs, le nom est une synthèse de Rassemblement bleu Marine et de Front national.
Cependant, la marque Rassemblement national est celle d'un parti enregistré par Frédérick Bigrat, qui se revendique lui aussi comme président de l'association, qui a également enregistré à l'INPI la marque RPR au profit de Christian Vanneste, anciennement membre de l'UMP. Le soir même, Igor Kurek, qui se présente comme président du Rassemblement national, parti souverainiste, conteste cette décision et promet de faire appel à la justice si le nouveau nom est adopté,. Le lendemain, Marine Le Pen et Nicolas Bay annoncent des poursuites pour « utilisation frauduleuse » de la flamme et du nom qui aurait été déposé dès 1986 par le FN,. Cependant, cet enregistrement, qui doit être renouvelé tous les dix ans, n'est pas répertorié sur le site de l'INPI. Par ailleurs, le FN affirme que la marque lui a été cédée par Bigrat le 22 février 2018 « par acte sous seing privé ». Cependant, Kurek annonce vouloir poursuivre Bigrat pour « escroquerie », ajoutant que la dissolution du mouvement n'a pas été annoncée. Pour Delphine Meillet, avocate au barreau de Paris, « En plus de se voir rappeler l’interdiction d’utiliser ce nom, le parti pourrait être condamné à verser des indemnités pour le préjudice commis. Celui-ci est notamment considéré plus important si la marque a effectivement été utilisée », ajoutant que « dans ce genre de cas, seule l'antériorité du dépôt de la marque compte. Le FN ne peut pas s’approprier un nom déposé plusieurs années avant. Il peut, certes, tenter de racheter la marque auprès du propriétaire. Mais celui-ci doit être accord, et cela peut se négocier très cher, à plusieurs dizaines de milliers d’euros ». Enfin, en 2012, Louis Aliot, avait déposé la marque « Alliance pour un rassemblement national ». Le 2 juin, Kurek annonce une nouvelle procédure en référé au sujet de la vente de la marque, évoquant le fait que la préfecture de police a rejeté la dissolution de l'association.
La consultation des adhérents a lieu à partir du 9 mai. Avec 53 % de participation et 80 % des votes en faveur du changement de nom, le Front national annonce, le 1er juin 2018, que son nom officiel est désormais Rassemblement national,.